# Kælk under vinter-OL 2018 – Double
Double i kælk under vinter-OL 2018 fandt sted den 14. februar 2018.

## Programoversigt
Alle tider er (UTC+9).
| Date        | Time  | Event    |
| ----------- | ----- | -------- |
| 14. februar | 20:20 | Omgang 1 |
| 14. februar | 21:30 | Omgang 2 |

## Resultater
| Nr. | Startnr. | Udøver                                | Nation                        | Omgang 1 | Nr. | Omgang 2 | Nr. | Totalt   | Diff   |
| --- | -------- | ------------------------------------- | ----------------------------- | -------- | --- | -------- | --- | -------- | ------ |
| 1   | 3        | Tobias Wendl Tobias Arlt              | Tyskland                      | 45.820   | 1   | 45.877   | 1   | 1:31.697 | –      |
| 2   | 5        | Peter Penz Georg Fischler             | Østrig                        | 45.891   | 2   | 45.894   | 2   | 1:31.785 | +0.088 |
| 3   | 4        | Toni Eggert Sascha Benecken           | Tyskland                      | 45.931   | 3   | 46.056   | 3   | 1:31.987 | +0.290 |
| 4   | 12       | Thomas Steu Lorenz Koller             | Østrig                        | 46.172   | 5   | 46.112   | 5   | 1:32.284 | +0.587 |
| 5   | 9        | Tristan Walker Justin Snith           | Canada                        | 46.134   | 4   | 46.235   | 6   | 1:32.369 | +0.672 |
| 6   | 2        | Andris Šics Juris Šics                | Letland                       | 46.336   | 9   | 46.106   | 4   | 1:32.442 | +0.745 |
| 7   | 11       | Ivan Nagler Fabian Malleier           | Italien                       | 46.320   | 8   | 46.243   | 7   | 1:32.563 | +0.866 |
| 8   | 16       | Justin Krewson Andrew Sherk           | USA                           | 46.310   | 7   | 46.342   | 10  | 1:32.652 | +0.955 |
| 9   | 18       | Park Jin-yong Cho Jung-ming           | Sydkorea                      | 46.396   | 10  | 46.276   | 8   | 1:32.672 | +0.975 |
| 10  | 8        | Matthew Mortensen Jayson Terdiman     | USA                           | 46.244   | 6   | 46.443   | 13  | 1:32.687 | +0.990 |
| 11  | 1        | Aleksandr Denisiev Vladislav Antonov  | Olympiske atleter fra Rusland | 46.437   | 11  | 46.344   | 11  | 1:32.781 | +1.084 |
| 12  | 7        | Wojciech Chmielewski Jakub Kowalewski | Polen                         | 46.609   | 13  | 46.478   | 14  | 1:33.087 | +1.390 |
| 13  | 14       | Lukáš Brož Antonín Brož               | Tjekkiet                      | 46.570   | 12  | 46.582   | 16  | 1:33.152 | +1.455 |
| 14  | 6        | Oskars Gudramovičs Pēteris Kalniņš    | Letland                       | 46.890   | 17  | 46.317   | 9   | 1:33.207 | +1.510 |
| 15  | 10       | Ludwig Rieder Patrick Rastner         | Italien                       | 46.709   | 14  | 46.567   | 15  | 1:33.276 | +1.579 |
| 16  | 15       | Andrej Bogdanov Andrej Medvedev       | Olympiske atleter fra Rusland | 47.106   | 19  | 46.402   | 12  | 1:33.508 | +1.811 |
| 17  | 19       | Marek Solčanský Karol Stuchlák        | Slovakiet                     | 46.780   | 15  | 46.811   | 17  | 1:33.591 | +1.894 |
| 18  | 20       | Matěj Kvíčala Jaromír Kudera          | Tjekkiet                      | 46.818   | 16  | 46.910   | 18  | 1:33.728 | +2.031 |
| 19  | 13       | Cosmin Atodiresei Ştefan Musei        | Rumænien                      | 47.101   | 18  | 47.171   | 19  | 1:34.272 | +2.575 |
| 20  | 17       | Oleksandr Obolontsjuk Roman Zakharkiv | Ukraine                       | 48.316   | 20  | 47.401   | 20  | 1:35.717 | +4.020 |